# Jevgenija Stalidzāne
Jevgenija Stalidzāne (ur. 17 grudnia 1944, zm. 21 października 2015) – łotewska polityk, w latach 1998–2006 posłanka na Sejm Republiki Łotewskiej.

## Życiorys
W 1968 uzyskała stopień inżyniera elektryka w Ryskim Instytucie Politechnicznym. W latach 1998–2002 zasiadała w Sejmie VII kadencji z ramienia Nowej Partii (JP) Raimondsa Paulsa. Od maja do sierpnia 2000 była przewodniczącą Klubu Poselskiego JP. W wyborach w 2002 została wybrana w skład Sejmu VIII kadencji jako kandydatka Pierwszej Partii Łotwy (LPP). W Sejmie była przewodniczącą Komisji Pracy i Spraw Społecznych, a także wiceprzewodnicząca Klubu Poselskiego LPP. W wyborach krajowych w 2006 i 2010 bez powodzenia ubiegała się o reelekcję z ramienia koalicji LPP/LC i ruchu "O lepszą Łotwę". 
Była przewodniczącą Łotewskiego Związku Zawodowego "Enerģija". Zamężna, miała dwoje dzieci i czworo wnucząt.

## Odznaczenia
- Medal Rady Bałtyckiej – 2002[6]